# Miho Shiraishi
Miho Shiraishi (白石美帆, née le 8 août 1978  au Japon) est une actrice japonaise, 

## Biographie
Miho Shiraishi fait ses débuts en 1998 comme présentatrice de sport à la télévision japonaise, avant d'entamer une carrière d'actrice en 2002.

## Filmographie

### Films
- Shiroi Fune (2002)
- Swing Girls (2004)
- Densha otoko (cameo) (2005)
- Flying Girls (2008)
- The Harimaya Bridge (2009)
- Instant Numa (2009)
- Kafuu wo Machiwabite (2009)
- Half Way (2009)
- Bakamono (2010)

### Drama
- Bijo ka Yajuu (Fuji TV, 2003)
- Tokyo Love Cinema (Fuji TV, 2003)
- Anata no Tonari ni Dareka Iru (Fuji TV, 2003)
- Ranpo R Inju (NTV, 2004)
- Orange Days (TBS, 2004)
- HOTMAN 2 (TBS, 2004)
- Minna Mukashi wa Kodomo Datta (KTV, 2005)
- Densha Otoko (Fuji TV, 2005)
- Sengoku Jieitai (NTV, 2006)
- Suppli (Fuji TV, 2006)
- Densha Otoko Deluxe (Fuji TV, 2006)
- Nodame Cantabile (Fuji TV, 2006)
- Dondo Bare (NHK, 2007)
- Hanayome to Papa (Fuji TV, 2007)
- Kaijoken Musashi (Fuji TV, 2007)
- Jigoku no Sata mo Yome Shidai (TBS, 2007)
- Kiri no Hi (NTV, 2008)
- The Naminori Restaurant (NTV, 2008)
- Kiina (NTV, 2009, ep1)
- Shiroi Haru (Fuji TV, 2009)
- Sazae-san SP 1 (Fuji TV, 2009)
- General Rouge no Gaisen (Fuji TV, 2010)
- Sazae-san SP 2 (Fuji TV, 2010)
- Tobo Bengoshi (Fuji TV, 2010, ep8)
- Asuko March! (TV Asahi, 2011)
- Honjitsu wa Taian Nari (NHK, 2012)

### Anime
- Fullmetal Alchemist (voix de Clara, Psiren)